# Joseph Maria von Radowitz
För andra betydelser, se Joseph Maria von Radowitz (olika betydelser).

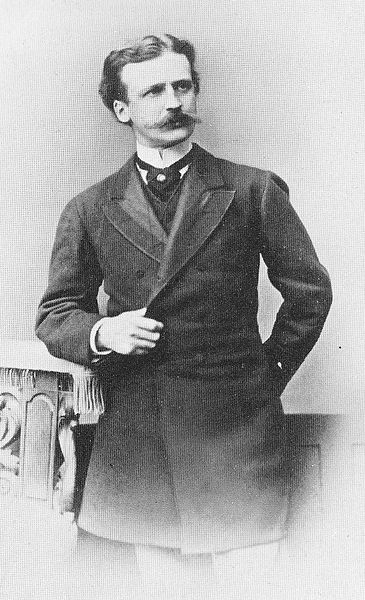
Joseph Maria von Radowitz

Joseph Maria Friedrich von Radowitz, född 19 maj 1839 i Frankfurt am Main, död 15 januari 1912 i Berlin, var en preussisk diplomat; son till Joseph von Radowitz.
Radowitz inträdde 1860 på diplomatbanan, deltog 1866 som stabsofficer i kriget mot Österrike, blev 1869 Nordtyska förbundets generalkonsul i Bukarest och 1872 tysk chargé d'affaires i Konstantinopel samt var 1873–82 tyskt sändebud i Aten, 1882–92 ambassadör i Konstantinopel och 1892–1909 ambassadör i Madrid. Sistnämnda år drog han sig tillbaka till privatlivet. 
I Konstantinopel grundlade Radowitz det tyska inflytandet, främjade tysk affärsverksamhet i Mindre Asien och medverkade framgångsrikt till tyska officerares anställning som instruktörer i turkiska armén. Åren 1905–06 var han Tysklands förste delegerade på Algeciraskonferensen, men lyckades där endast mycket ofullständigt göra de tyska synpunkterna gällande.